# Callejones-San Silvestre
Callejones-San Silvestre es una localidad y pedanía española perteneciente al municipio de Huércal de Almería, en la provincia de Almería. Está situada en la parte central de la comarca Metropolitana de Almería. Anexos a esta localidad se encuentran los núcleos de Huércal de Almería capital, La Fuensanta-Villa Inés y la ciudad de Almería —por el barrio de Torrecárdenas—, y un poco más alejados están la Urbanización Club de Tenis, La Gloria y Viator.

## Demografía
Según el Instituto Nacional de Estadística de España, en el año 2024 Callejones-San Silvestre contaba con 10 habitantes censados, lo que representa el 0,05% de la población total del municipio.

### Evolución de la población
| Gráfica de evolución demográfica de Callejones-San Silvestre entre 2014 y 2024 |
|                                                                                |
| Datos según el nomenclátor publicado por el INE.                               |

## Comunicaciones

### Carreteras
Las principales vías de comunicación que transcurren por esta localidad son:
| Identificador | Denominación               | Itinerario                       |
| ------------- | -------------------------- | -------------------------------- |
| N-340A        | Carretera del Mediterráneo | Cádiz - Barcelona                |
| A-1000        | De N-340A a la A-7         | La Fuensanta-Villa Inés - Viator |

Algunas distancias entre Callejones-San Silvestre y otras ciudades:
| Ciudades           | Distancia (km) |
| ------------------ | -------------- |
| Huércal de Almería | 1              |
| Almería            | 4              |
| Granada            | 154            |
| Jaén               | 210            |
| Murcia             | 214            |